# 1475
- Wikisource

| Calendário gregoriano                                                        | 1475 MCDLXXV                                          |
| Ab urbe condita                                                              | 2228                                                  |
| Calendário arménio                                                           | 924 – 925                                             |
| Calendário bahá'í                                                            | -369 – -368                                           |
| Calendário budista                                                           | 2019                                                  |
| Calendário chinês                                                            | 4171 – 4172 Início a 6 de fevereiro (aproximadamente) |
| Calendário copta                                                             | 1191 – 1192                                           |
| Calendário etíope                                                            | 1467 – 1468                                           |
| Calendários hindus - Vikram Samvat - Calendário nacional indiano - Cáli Iuga | 1530 – 1531 1396 – 1397 4575 – 4576                   |
| Calendário Holoceno                                                          | 11475                                                 |
| Calendário islâmico                                                          | 880 – 881                                             |
| Calendário judaico                                                           | 5235 – 5236                                           |
| Calendário persa                                                             | 853 – 854                                             |
| Calendário rúnico                                                            | 1725                                                  |
| Calendário solar tailandês                                                   | 2018                                                  |

1475 (MCDLXXV na numeração romana) foi um ano comum do século XV do Calendário Juliano, da Era de Cristo, a sua letra dominical foi A (52 semanas), teve início a um domingo e terminou também a um domingo.
| Ano completo                    |
| ------------------------------- |
| Ano comum com início ao domingo |

## Eventos
- 28 de Janeiro - Doação da Capitania da ilha das Flores, e da Capitania da ilha do Corvo a Fernão Teles de Meneses.
- 29 de Agosto - É assinado o Tratado de Picquigny, que põe fim à Guerra dos Cem Anos.
- Impressão do primeiro livro em língua inglesa por William Caxton.
- O rei Afonso V de Portugal casa com a princesa Joana de Castela.
- O Beilhique da Caramânia, um principado turco do sul da Anatólia torna-se vassalo do Império Otomano.

## Nascimentos
- 24 de Dezembro - Thomas Murner, foi humanista, teólogo católico, poeta e controversista alemão (m. 1537).
- 06 de Março - Michelangelo Buonarroti, pintor, escultor e arquiteto renascentista italiano (n. 1564).
- 18 de Maio - Príncipe Afonso de Portugal. (m. 1491).
- 11 de Dezembro - Papa Leão X. (m. 1521).
- Grão Vasco.
- Provável ano de nascimento de Vasco Nuñes de Balboa em Jerez de Los Cabaleros, atual Badajoz.
- Diego de Almagro, o Velho.
- 13 de Setembro - César Bórgia (filho de Rodrigo Bórgia, mais tarde Papa Alexandre VI. m. 1507).

## Mortes
- 10 de dezembro — Paolo Uccello, pintor italiano (n. 1397).
- Rui Gomes de Alvarenga, conde palatino e chanceler-mor de Portugal.